# Tratado Reino Unido-Corea de 1883
El Tratado Reino Unido-Corea de 1883 fue negociado entre representantes del Reino Unido y Corea.

## Antecedentes
En 1876, Corea estableció un tratado comercial con Japón después de que los barcos japoneses se acercaran a Ganghwado y amenazaran con disparar contra la capital coreana. Las negociaciones del tratado con varios países occidentales fueron posibles gracias a la finalización de esta obertura japonesa inicial.
En 1882, los estadounidenses concluyeron un tratado y establecieron relaciones diplomáticas, que sirvieron como plantilla para negociaciones posteriores con otras potencias occidentales.

## Disposiciones del tratado
Los británicos y coreanos negociaron y aprobaron un tratado de varios artículos con disposiciones similares a las de otras naciones occidentales.
Los ministros del Reino Unido a Corea fueron nombrados de conformidad con este tratado; y estos diplomáticos fueron: Sir Harry Parkes, nombrado en 1884; Sir John Walsham, nombrado en 1885; Sir Nicholas O'Conor, en 1892; Sir Claude Maxwell, en 1896; John Jordan en 1898.
El tratado permaneció vigente incluso después de que se estableciera el protectorado japonés en 1905, y solo llegó a su fin en 1910 cuando Japón anexó Corea.
Según el tratado, Gran Bretaña obtuvo derechos extraterritoriales en Corea y de 1883 a 1910, los súbditos británicos en Corea no estaban sujetos a la jurisdicción de los tribunales coreanos, sino que fueron juzgados o se les presentaron casos civiles en los tribunales consulares británicos o la Corte Suprema Británica para China, que se llamó Tribunal Supremo para China y Corea entre 1900 y 1910.